# ベル・ゲーム 〜虚像のエコー〜
ベル・ゲーム 〜虚像のエコー〜（べる・げーむ きょぞうのえこー）は、テーブルトークRPG(TRPG)『ナイトウィザード』のリプレイ作品。
DVD『ナイトウィザード The ANIMATION』初回特典版（全7巻）の初回限定特別小冊子『月刊ナイトウィザード』全7冊に連載された。後に、『ナイトウィザードThe 2nd Edition ソースブック ネヴァーサレンダー』に書き下ろし解説付きで掲載された。
リプレイの執筆はゲームマスターでもある菊池たけしが担当。イラスト担当はみかきみかこ。

## 概要
アニメ『ナイトウィザード The ANIMATION』の内容とリンクした、外伝的な内容となっており、アニメの物語の裏で起こった事件を描く。時系列はアニメ第4話から第9話直前までの間となる。ただし、ルールは『ナイトウィザード The 2nd Edition』のものを使用しているため、「第1版時点の物語を第2版のルールでプレイしている」ことが特徴である。
「後付け設定のプロ」を自認する菊池らしく、アニメ本編の細かなネタのみならず、『ナイトウィザード』のノベル版、はては姉妹作『セブン＝フォートレス』に関するものまで、広範囲に渡るネタが使用されている。また、NPCが密室で殺されてしまうというミステリ的な展開があることも特徴。プレイヤーとして、F.E.A.R.の田中信二のほか、アニメのキャストである矢薙直樹と小暮英麻、アニメの脚本を担当した藤咲あゆなが参加している。なお、藤咲とともに脚本を担当した吉村清子は、後に『アリアンロッド・サガ・リプレイ・アクロス』シリーズにプレイヤーとして参加している。

## あらすじ
「七徳の宝玉」争奪戦と並行して、大魔王ベール＝ゼファー（ベル）が考えた、新たなゲーム。それは、配下の魔王サーミシスと、復活させた魔王たちの力を利用して柊蓮司たちを暗殺することだった。
ベルの企みに対し、妹を溺愛する滝野川正月、ベルに蘇生された落とし子の落藤雛、雛の大切な人である深海シン、アンゼロットの左腕こと神田泉の4人のウィザードが立ち向かう。

## 登場人物

### プレイヤーキャラクター
PC。名前の横にカッコで記述されているのはプレイヤー名である。ウィザードクラス及びスタイルクラスの横のレベルはリプレイ開始時のもの。各キャラクターの総合レベルは1である。属性についてはスラッシュをはさんで左側が第一属性、右側が第二属性となる。
滝野川 正月（たきのがわ まさつき、矢薙直樹）
ウィザードクラス：魔剣使い 1LV
スタイルクラス：ディフェンダー0LV
PC番号：PC1
属性：〈火〉 / 〈風〉
輝明学園秋葉原分校中等部3年生の15歳。高貴な血筋に生まれたウィザード。
柊蓮司に憧れているが、同時に赤羽くれはに恋焦がれている。そのため、溺愛する妹のむつきに巫女服を着せている。
『紅き月の巫女』で妹をぞんざいに扱った真行寺命のプレイヤーである矢薙のキャラクターと言うことで、妹を溺愛しているという発言に対し他のプレイヤーから「えー」と突っ込みが入った。
落藤 雛（おちふじ ひな、小暮英麻）
ウィザードクラス：落とし子 1LV
スタイルクラス：アタッカー0LV
PC番号：PC2
属性：〈虚〉 / 〈火〉
輝明学園秋葉原分校中等部3年生の15歳。ロンギヌスに所属していたウィザードの1人。
オドオドとした、気弱な性格。深海シンとは友達以上恋人未満といった関係だった。
シンと共に、月にある「七徳の宝玉」探索任務（アニメ第4話）に参加したが、魔王ジョー＝ガ配下の白い悪魔に殺されてしまう。そこをベール＝ゼファーに蘇生され、落とし子となった。
生き返ったこと自体は好意的に捉えている物の、敵である大魔王に蘇生されたことには感謝はしておらず、いずれベルを殺しに行くかもしれないとも言っている。
プレイヤーの小暮は「清純派を目指す」と宣言したが、時折見られるネタ発言や不穏当な発言から、リプレイ中では「黒い清純派」と評された。
深海 シン（ふかみ しん、田中信二）
ウィザードクラス：魔術師 1LV
スタイルクラス：キャスター0LV
PC番号：PC3
属性：〈冥〉 / 〈虚〉
27歳のウィザードで、ロンギヌスに所属していた。
元々は落藤雛と同じく輝明学園秋葉原分校中等部3年生であり、彼女とは友達以上恋人未満といった関係だった。雛と共に、月にある「七徳の宝玉」探索任務（アニメ第4話）に参加し、魔王ジョー＝ガと戦闘し敗北。攻撃の余波で過去へと飛ばされてしまった。
時間移動のせいで年齢にずれが生じ、また過去の記憶を失っているが、雛のことはおぼろげに覚えている。冷静な性格だが、大切な人であった雛の前では特に優しい一面を見せる。
エンディングでベール＝ゼファーとの土星会戦に、雛と共に護衛艦かわたなに乗って参加することを決意するが、その後の生死についてリプレイでは語られていない。
神田 和泉（かんだ いずみ、藤咲あゆな）
ウィザードクラス：使徒 1LV
スタイルクラス：ヒーラー0LV
PC番号：PC4
属性：〈天〉 / 〈天〉
「アンゼロットの右腕」柊蓮司に対し、「アンゼロットの左腕」と言われる（そしてこき使われている）ウィザードの1人。年齢は14歳で、任務のために輝明学園秋葉原分校中等部2年生となる。
アンゼロットのための宗教団体『紅茶教』の生き神であり、アンゼロットの紅茶を淹れる立場。柊ファンクラブの一員であるため、正月と顔見知りだった。
魔王側の動向を探るべく魔王リオン＝グンタと度々接触しているが、その性格から逆にアンゼロット側の動向をリオンに明かしてしまうこともある。ただし、リプレイ中で使徒の情報収集能力を活かし、リオンから引き出した情報は多い。
性格は正直で素直。素直すぎることから「アホの子」と評されることもあった。そのため、アンゼロットからこき使われているという自覚や不満はほとんど無い。

### ノンプレイヤーキャラクター
GMが操作するキャラクター。NPC。
アンゼロット
世界を守る守護者。秋葉原で複数の魔王級エミュレイターが不穏な動きを見せていることから、和泉に調査を依頼する。
詳細は同項及び『ナイトウィザード The ANIMATION』を参照。
ベール＝ゼファー
裏界の大魔王。通称ベル。「七徳の宝玉」争奪戦（アニメ本編）と並行して、配下の魔王サーミシスらの力を使い、柊たちを暗殺するゲームをはじめる。
詳細は同項及び『ナイトウィザード The ANIMATION』を参照。
リオン=グンタ
ベール＝ゼファーと行動を共にする裏界の魔王。和泉と接触（コネクション）を持つ。和泉の情報収集時には、しばしばリオンから情報を得たという演出がされた。
詳細は同項及び『ナイトウィザード The ANIMATION』を参照。
柊蓮司、志宝エリス、赤羽くれは、緋室灯
アニメ本編の主人公たち。ベール＝ゼファーのゲームにより、命を狙われている。物語終盤、PCたちによってアンゼロット城に保護、と言うより監禁される。
詳細は各項及び『ナイトウィザード The ANIMATION』を参照。
滝野川 むつき（かみのがわ むつき）
滝野川正月の妹である、幼い少女。未だウィザードには覚醒していない一般人（イノセント）だが、その資質はかなり高い。
五年前に兄・正月の元へ送られ、2人暮らしをしている。実家とは複雑な事情から実質的な絶縁状態にあるとされる。
サーミシス
ベール＝ゼファー配下の魔王。外見は、ゴシックな服装に小さな羽根を持つ少女。
対象の蘇生、時間移動、そして眼前で死を迎えた相手の能力をコピーする能力を持つ。ただし、蘇生させた魔王やコピーした能力は、オリジナルより劣化する。
意外な場所に潜み、復活させた魔王たちの能力を取り込む、つまり死なせていく。彼女の所在を突き止めることが、このシナリオを攻略する上で大きなポイントとなる。
デスノート
サーミシスの能力で復活させられた魔王の1人。『ナイトウィザード』とは「主八界」という背景を共有したパラレルワールドにあたる、第一世界ラース＝フェリアの魔王。セブン＝フォートレスのリプレイ『ラ・アルメイアの幻砦』に登場。
複数の生命をリンクさせる力を持つ。サーミシスが取り込んだ力では、血縁者同士しかリンクできなくなった。
復活した直後、サーミシスによって殺されてしまう。このことがきっかけで、他の魔王たちはその場から秋葉原へと逃走する。
ラーラ＝ムゥ
サーミシスの能力で復活させられた魔王の1人。アニメ第3話に登場。
ほかの魔王と同様、復活に伴い能力が劣化しているため、「劣化ラーラ＝ムゥ」と呼ばれる。
対象の姿と能力をコピーする力を持つ。サーミシスが取り込んだ力では、得た能力は劣化してしまう。
秋葉原に逃走後、むつきや正月たちを襲撃するが、反撃で殺されてしまう。
フェウス＝モール
サーミシスの能力で復活させられた魔王の1人。アニメ第6話に登場。
対象の夢の中に侵入する、現世の物質を夢の中に持ち込むと言う力を持つ。「もともと地味な能力」であるため、サーミシスが取り込んだ力もほぼそのままである。
秋葉原に逃走後、自らの延命のため、ロンギヌスに情報提供と引き換えに保護を求める。しかし、PCたちが護衛するアンゼロット城内の密室の中、彼らが眠っている内にいつのまにか「鈍器のようなもの」で殺されてしまう。
ニー＝クラリス
サーミシスの能力で復活させられた魔王の1人。ナイトウィザードの小説『鏡の迷宮のグランギニョル』に登場。本来は魔王級エミュレイターでは無かったが、「死後に二階級特進して魔王扱いになった」とされる。
鏡を持って、対象をコピーする力を持つ。この際能力が劣化する。サーミシスが取り込んだ力では、自分しかコピーできなくなった。
秋葉原に逃走後、PCたちの前に姿を見せることなく、「巨大な刃物のようなもの」で殺されてしまう。

## 作品情報
DVD『ナイトウィザード The ANIMATION』初回限定版特別小冊子『月刊ナイトウィザード』vol.1 - 7
アニメの設定資料やキャスト・スタッフインタビュー、アニメの内容を再現する追加データ等と共に、本リプレイが全7回に渡り連載された。
冊子の装丁は『ロンギヌス広報課』の制作した月刊誌という体裁となっており（実際は上述の通りDVDの特典であり月刊誌では無い）、巻末に『超☆編集長――アンゼロット様』と書かれているなどの細かい遊びもある。
ナイトウィザードThe 2nd Edition ソースブック ネヴァーサレンダー（ISBN 978-4-04-728232-2/株式会社エンターブレイン）
本リプレイ及び追加データの再掲載のほか、ナイトウィザードリプレイ『紅き月の巫女』参加メンバーによる座談会等を収録。